# Phare do Arvoredo
Le phare d'Arvoredo est un phare brésilien situé à l'extrémité sud de l'île do Arvoredo, appartenant à la réserve biologique marine d'Arvoredo, sur la côte de l'État brésilien de Santa Catarina, dans la commune de Governador Celso Ramos, côte nord.
Ce phare est la propriété de la Marine brésilienne  et il est géré par le Centro de Sinalização Náutica e Reparos Almirante Moraes Rego (CAMR) au sein de la Direction de l'Hydrographie et de la Navigation (DHN).

## Description
Depuis le 19e siècle, le passage des chenaux nord et sud de l'île de Santa Catarina était déjà préoccupant, ce qui a conduit à la construction des phares de l'île d'Anhatomirim et de la praia de Naufragados.
Comme le phare d'Anhatomirim n'était pas visible dans la partie la plus large au nord, la construction d'un nouveau phare a commencé en 1878, dont la tour fut préfabriquée en Angleterre. Le phare fut inauguré le 14 mars 1883 et son but est de guider la navigation vers le nord de l' île de Santa Catarina.
Sa tour est une structure cylindrique en fonte, avec galerie et lanterne, de 16 m. Elle est peinte avec des rayures horizontales rouges et blanches. La station de signalisation est complétée de trois bâtiments.
Il est équipé d'une lentille de Fresnel et émet, à une hauteur focale de 90 m, quatre éclats blancs par période de 60 secondes. Ce feu à occultations a une portée de 24 milles nautiques (environ 44 km).
Depuis 2007, son alimentation est fournie par énergie solaire.
Identifiant : ARLHS : BRA042 ; BR3880 - Amirauté : G0562 - NGA :18856 .